# Billy Swan
Billy Swan (Cape Girardeau, 12 maggio 1942) è un cantautore, musicista e polistrumentista statunitense.
Ha inciso pezzi pop, country e rockabilly.

## Biografia
Ha imparato a suonare la chitarra, il pianoforte e la batteria già nell'infanzia. Nel 1962, al tempo in cui era membro del gruppo musicale Mirt Mirly & the Rhythm Stoppers, ha scritto la sua prima canzone,  Lover Please, affidata a Clyde McPhatter e destinata a diventare un grande successo. Negli anni seguenti ha firmato pezzi per rinomati artisti country quali Conway Twitty e Waylon Jennings. Divenuto in questo periodo grande amico di Elvis Presley si è anche occupato per qualche tempo della gestione di Graceland.
Nel 1974, dopo altre importanti collaborazioni - la produzione di un disco di Tony Joe White e l'ingaggio come chitarrista accompagnatore di Kris Kristofferson - ha pubblicato il suo primo album da solista, I Can Help (a metà strada tra il pop e il country) contenente tra l'altro il singolo omonimo, una delle hit internazionali di quell'anno grazie al raggiungimento del primo posto in numerose hit parade (Stati Uniti, Regno Unito, Germania Ovest, Australia, Canada e tanti altri Paesi). La carriera solista di Swan a tutt'oggi conta altri otto dischi, quasi tutti incisi negli anni 70 e 80, di buon successo anche se inferiore a quello di esordio. Dopo il 2001 Swan ha preferito riprendere il suo posto di chitarrista nei tour di Kristofferson.

## Vita privata
Vedovo dal 2003, ha due figlie, Planet e Sierra, anche loro cantanti e musiciste.

## Discografia

### Album
- 1974 - I Can Help (Monument Records)
- 1975 - Rock 'n' Roll Moon (Monument Records)
- 1976 - Billy Swan (Monument Records)
- 1977 - Four (Monument Records)
- 1978 - You're OK, I'm OK (A&M Records)
- 1981 - I'm into Lovin' You (Epic Records)
- 1995 - Bop to Be (Elite Records)
- 1999 - Like Elvis Used to Do (Castle Records)
- 2001 - Meisner, Swan and Rich (Varèse Sarabande)

### Singoli
- 1974 - I Can Help (#1)
- 1975 - Everything's the Same (Ain't Nothing Changed) (#17)
- 1976 - Just Want to Taste Your Wine  (#45)
- 1978 - Hello! Remember Me (#30)
- 1981 - Do I Have to Draw a Picture	 (#18)
- 1981 - I'm into Lovin' You (#18)
- 1981 - Stuck Right in the Middle of Your Love (#19)
- 1982 - With Their Kind of Money and Our Kind of Love (#32)
- 1983 - Rainbows and Butterflies (#39)
- 1986 - You Must Be Lookin' for Me (#45)